# Чэнь Чжу
Чэнь Чжу (кит. упр. 陈竺, пиньинь Chén Zhú, палл. Чэнь Чжу; род. 17 августа 1953, Шанхай) — китайский гематолог и молекулярный биолог. Президент Общества Красного Креста Китая с 2015 года. Второй, после Вань Гана, не член КПК на посту министра КНР.
Член Академии наук КНР (1995), её вице-президент (2000—2007); иностранный член Национальной академии наук США (2003), Французской академии наук (2005), Лондонского королевского общества (2013).

## Биография
Корнями из Чжэньцзяна провинции Цзянсу.
Степень магистра медицины получил во Втором Шанхайском медуниверситете (1981) (впоследствии этот медуниверситет вошёл в состав Шанхайского университета Цзяо Тун, где его правопреемником считается медицинский факультет). Степень доктора получил в Институте гематологии госпиталя Святого Людовика при Университете Париж VII (1989). Во Франции прошёл и постдок.
С 2007 по 2013 год — министр здравоохранения КНР. Председатель ЦК Рабоче-крестьянской демократической партии Китая в 2012—2022 годах, заместитель председателя Постоянного комитета Всекитайского собрания народных представителей в 2013—2023 годах.
Профессор Шанхайского университета Цзяо Тун.
Иностранный член Института медицины США, член Всемирной академии наук (TWAS). Почётный член Академии медицинских наук Великобритании (2008). Кавалер ордена Почётного легиона (2002). Почётный доктор Гонконгского университета (2005). Почётный доктор Йоркского университета (2010).